# Sokoto (râu)
Sokoto este un râu în Nigeria. Sursa sa este situată nu departe de localitatea Funtua, din statul Katsina, Nigeria. Curge în direcție NV, trecând prin orașul Gusau, statul Zamfara, intră în statul Sokoto (stat) și trece pe lângă orașul Sokoto, unde primește apele râului Rima, apoi se recurvbează spre sud și trece prin localitatea Birnin Kebbi din statul Kebbi. La circa 120 km sud de Birnin Kebbi se varsă în fluviul Niger.